# Casa Seceleanu
Casa Seceleanu este un monument istoric aflat pe teritoriul municipiului Buzău.

## Galerie

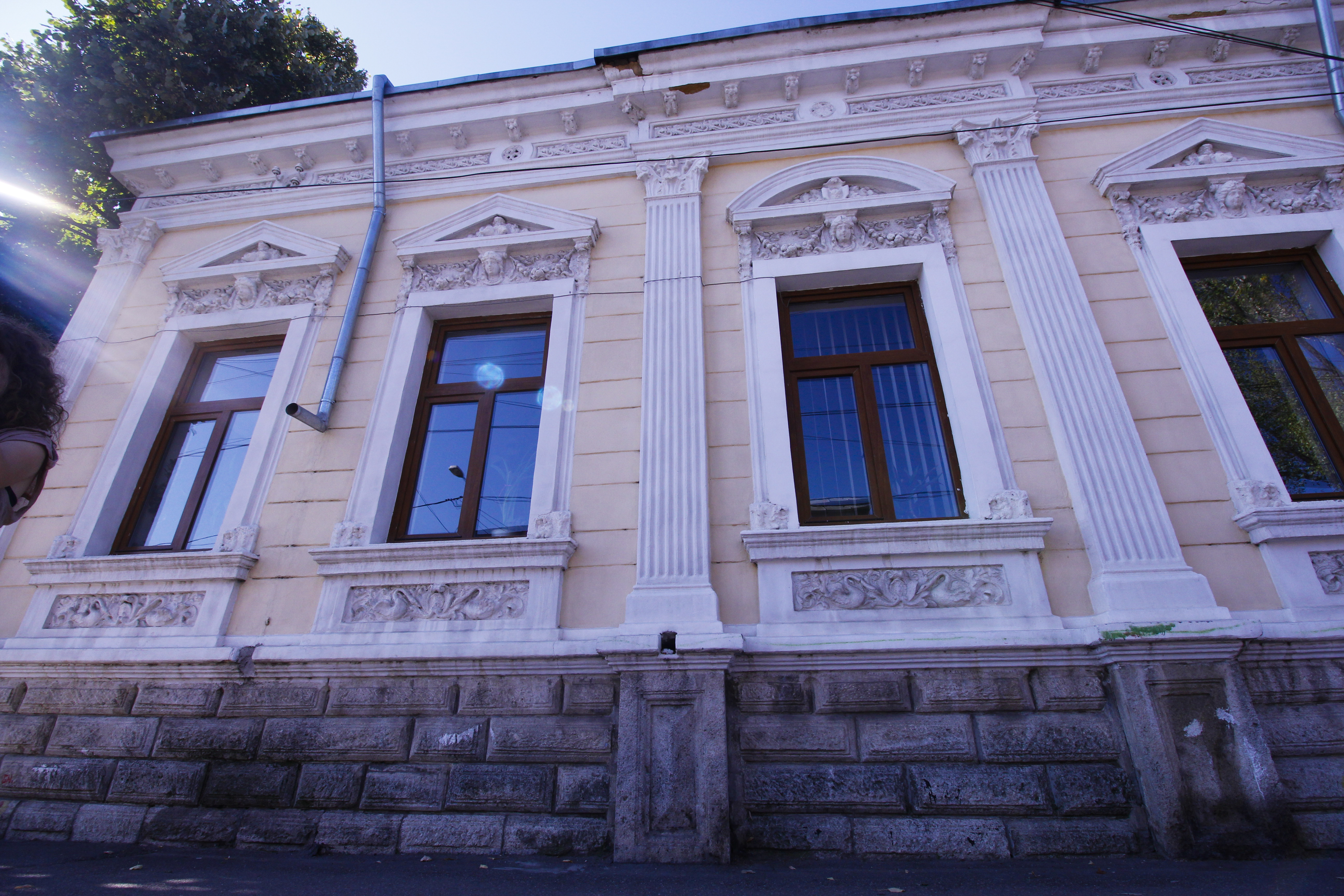
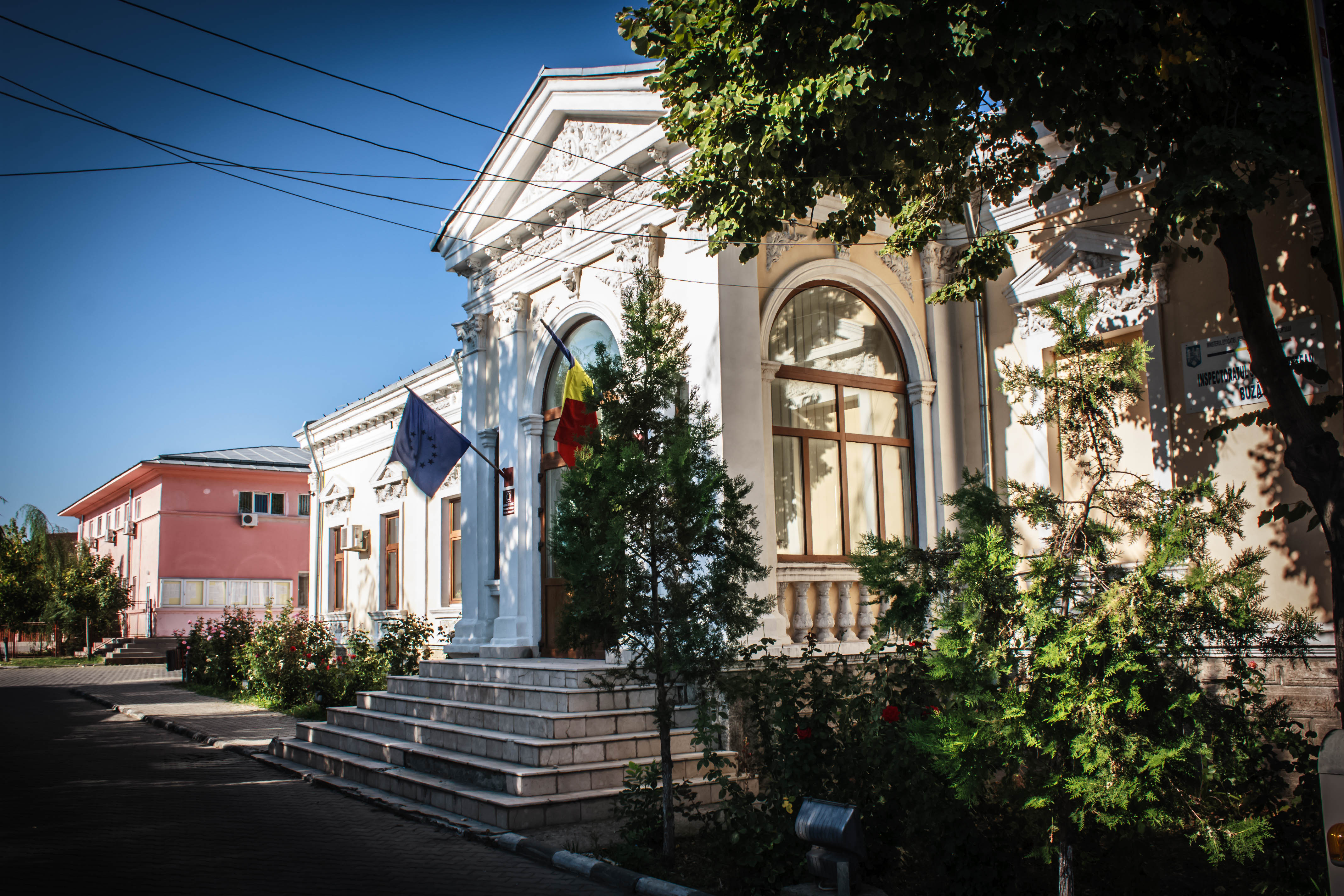
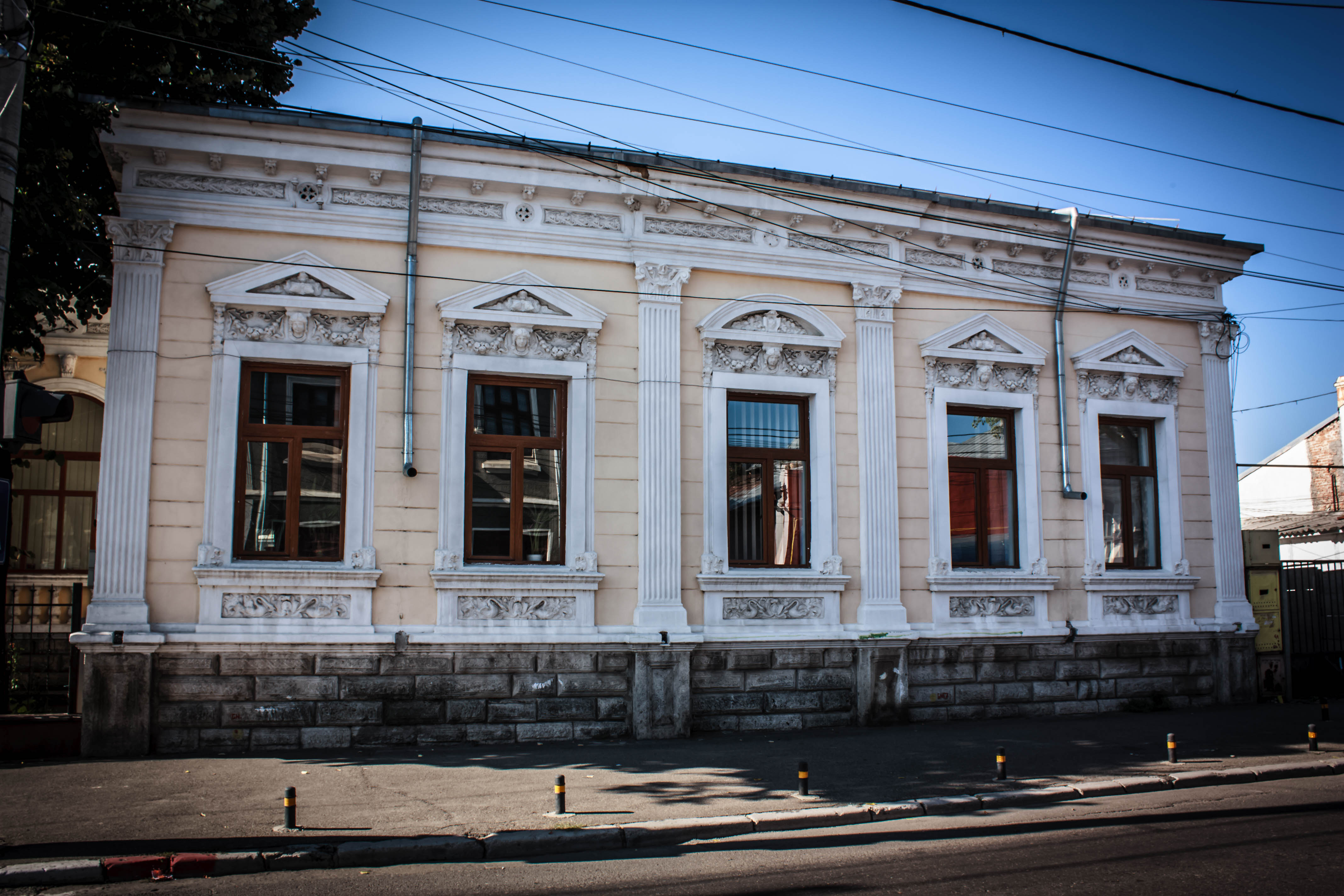
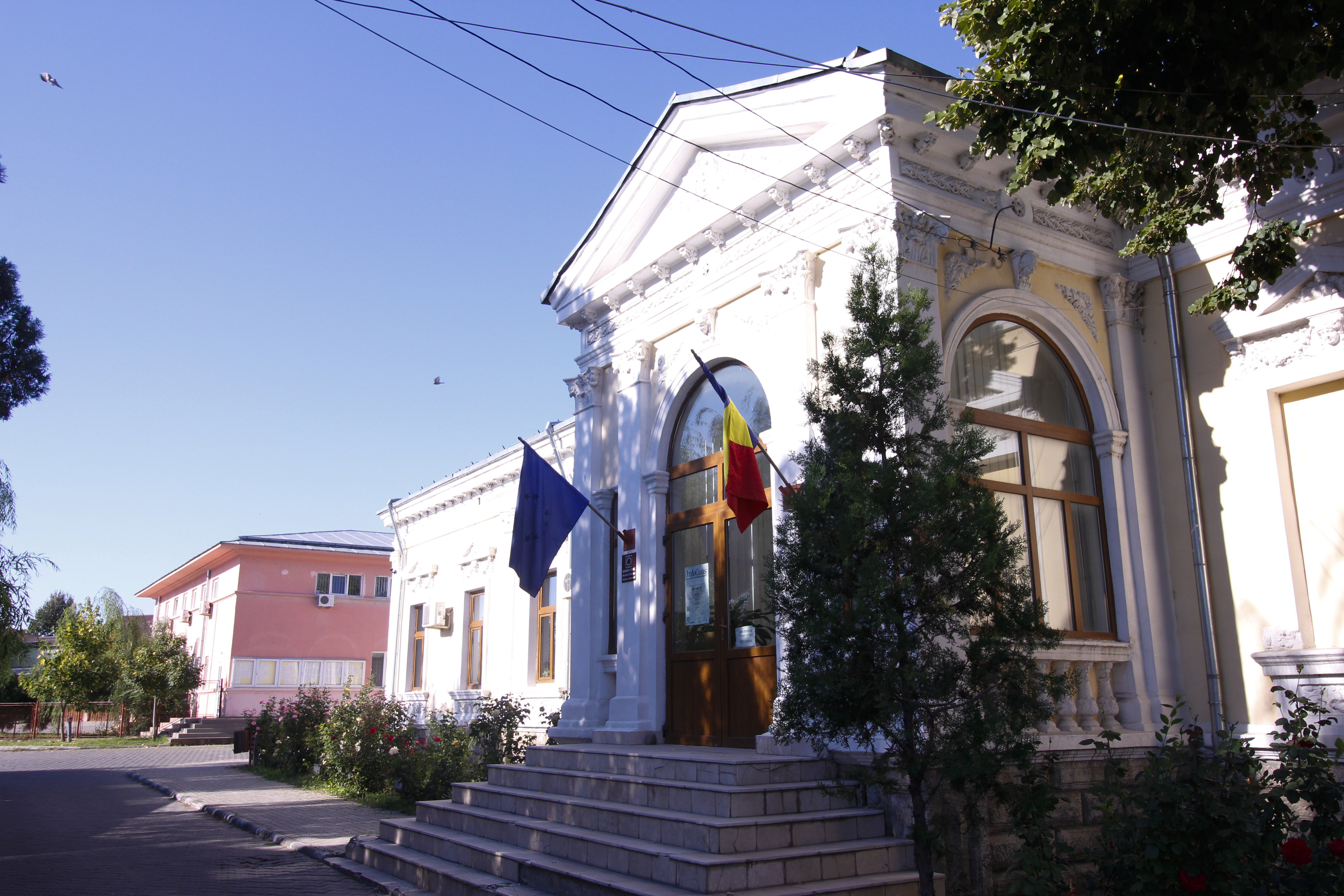